# Hypena lativitta
Hypena lativitta là một loài bướm đêm trong họ Erebidae.